# Ninian Winyet
NINIAN WINYET (c. 1518 - 1592) 
Sua vida inicial não está bem documentada mas deve ter nascido em  Renfrewshire e estudado na Universidade de Glasgow. Graduou-se em universidades no continente europeu, mais tarde.
No início da década de 1540, era sacerdote e nos anos 1550 lecionava em Linlithgow. Perdeu o cargo quando, em 1561, se recusou a aceitar a Confissão de Fé reformada. Concordava em que existiam defeitos no sistema da Igreja mas se opunha completamente à Reforma, tornando pública sua opinião em « Certane Tractatis for Reformation of Doctryne and Maneris» obra publicada em 1562. Em setembro desse ano foi obrigado a deixar a Escócia.
Foi para Antuérpia, onde esceveru « Buke of Four Scoir Thre Questiouns». 
Escreveu ainda a John Knox humoristicamente como em tudo que escrevia, rindo de seu sotaque inglês. Assim como Quentin Kennedy, foi a melhor das figuras que propunham manter a velha ordem, embora a longo prazo ambos tenham falhado, pois a Escócia não se manteve católica.
Estava em Paris em 1565 e ali permaneceu muitos anos, e em 1571 o encontramos a serviço do governo de Maria I na Inglaterra.  Visitou a Escócia em 1571 antes de se mudar para Douai.  Terminou seus dias abade do «mosteiro escocês»  em Ratisbona, reconstituído como casa de exilados escoceses. Escreveu diversos livros, nessa época, incluindo-se Flagellum Sectariorum ou Flagelo contra as seitas em 1581 e Velitatio in Georgium Buchananum ou Libelo Contra George Buchanan em 1582. 